# Povo Onondaga
O povo Onondaga' (Onontaerrhonon, Onondaga: Onoñda’gegá’’, "Povo das Colinas") é uma das cinco nações originais da Confederação Haudenosaunee (iroqueses) dos Bosques do Nordeste . Suas terras históricas situam-se em áreas que compreendem o atual Condado de Onondaga, Nova York, ao sul do Lago Ontário.
Por estar localizado de forma central, o povo Onondaga é considerado o "Guardião do Fogo" (Kayečisnakwe’nì·yu em Tuscarora) na casa comprida figurativa que abriga as Cinco Nações. A Cayuga e a Seneca possuem território a oeste, enquanto a Oneida e a Mohawk estão a leste. Por esse motivo, a Liga dos Iroqueses reunia-se historicamente na capital do governo iroquês em Onondaga, assim como os chefes tradicionais fazem atualmente.
Nos Estados Unidos, a terra da Nação Onondaga é a Reserva Onondaga. O povo Onondaga também vive nas proximidades de Brantford, Ontário, no território das Seis Nações. Essa reserva costumava ser área de caça dos Haudenosaunee, mas grande parte da Confederação se realocou para lá como consequência da Revolução Americana. Embora os britânicos tenham prometido a segurança das terras dos Haudenosaunee, o tratado de Paris de 1783 cedeu o território aos Estados Unidos.

## História
De acordo com a tradição oral, o Grande Pacificador aproximou-se dos Onondaga e de outras tribos para fundar os Haudenosaunee. A tradição relata que, na época em que a nação Seneca debatia a adesão aos Haudenosaunee com base nos ensinamentos do Grande Pacificador, ocorreu um eclipse solar. O eclipse mais provável, visível na região, foi em 1142 d.C.
Essa tradição oral é corroborada por estudos arqueológicos. A Datação por carbono de sítios específicos de habitação Onondaga aponta datas a partir de cerca de 1200 d.C. ± 60 anos, com crescimento populacional durante séculos.

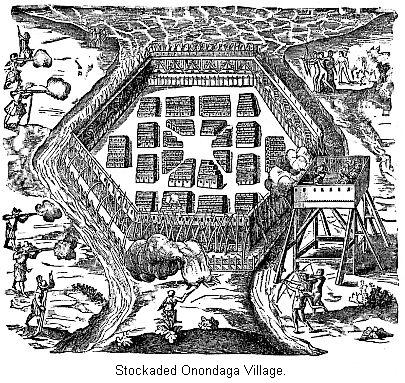
Esboço, por Samuel de Champlain, de seu ataque a uma vila Onondaga.

Durante a Guerra Revolucionária Americana, os Onondaga mantiveram inicialmente uma posição oficialmente neutra, embora guerreiros Onondaga tenham participado de pelo menos uma incursão em assentamentos americanos. Após os americanos atacarem sua vila principal em 20 de abril de 1779, os Onondaga alinharam-se posteriormente à maioria da Liga e lutaram contra os colonos americanos em aliança com os britânicos. Em 1779, George Washington ordenou a aniquilação do povo Onondaga, em uma operação conhecida como a "Expedição Sullivan", rompendo o acordo de neutralidade e devastando os Onondaga. Quando os Estados Unidos conquistaram a independência, muitos Onondaga seguiram Joseph Brant para o Alto Canadá, onde lhes foram concedidas terras pela Coroa Britânica, na região das Seis Nações.
Após a "Expedição Sullivan", e depois do rigoroso inverno de 1780, um enxame maciço de Cigarras periódicas, que emergem do subsolo a cada dezessete anos, apareceu. A súbita chegada de uma quantidade tão grande desses insetos forneceu sustento para os Onondaga, que enfrentavam grave insegurança alimentar após as campanhas de Sullivan e o inverno severo subsequente. A chegada, aparentemente milagrosa, das cigarras (especificamente, o Enxame VII, também conhecido como enxame Onondaga) é comemorada pelos Onondaga como se tivesse sido uma intervenção do Criador para assegurar sua sobrevivência após um evento tão traumático e catastrófico.
Em 11 de março de 2005, a Nação Onondaga, na cidade de Onondaga, Nova York, ingressou com uma ação de direitos territoriais em tribunal federal, buscando o reconhecimento da titularidade de mais de 3 000 milha quadradas (7 800 km2) de terras ancestrais centradas em Syracuse, Nova York. Esperava-se, com isso, obter maior influência sobre os esforços de restauração ambiental no Lago Onondaga e em outros locais da EPA Superfund na área reivindicada.
O Tribunal de Apelações do Segundo Circuito rejeitou a reivindicação dos Onondaga em 2012, e a Suprema Corte, em 2013, recusou-se a ouvir o recurso.
Em 29 de junho de 2022, 1.023 acres de terra foram devolvidos à Nação Onondaga.
Em 30 de setembro de 2024, 1.000 acres de terra foram devolvidos à Nação Onondaga.

## Fatores de prestígio
A Nação Onondaga teve papel crucial na formação da Liga Iroquesa, fato que lhes rendeu enorme respeito entre seus pares. A "Árvore da Paz" foi plantada em terras Onondaga. Onondaga sempre foi considerada a capital da terra iroquesa. Os Onondaga eram conhecidos como os Guardiões Centrais do Fogo da Confederação. Também eram vistos como os guardiões ou vigias da liga, responsáveis por preservar as tradições e instituições através da manutenção da lei. O herói cultural Hyenwatha era um índio Onondaga e desempenhou papel essencial na organização inicial da liga. O título de Tadodaho era sempre detido por um chefe Onondaga, incumbido de atuar como árbitro principal entre os Senhores da Confederação. Os Onondaga mantinham o maior número de títulos de chefia, bem como o maior número de clãs entre os iroqueses. Handsome Lake, meio-irmão seneca de Cornplanter e autor do seu Código epônimo, faleceu em Onondaga.

## Costumes

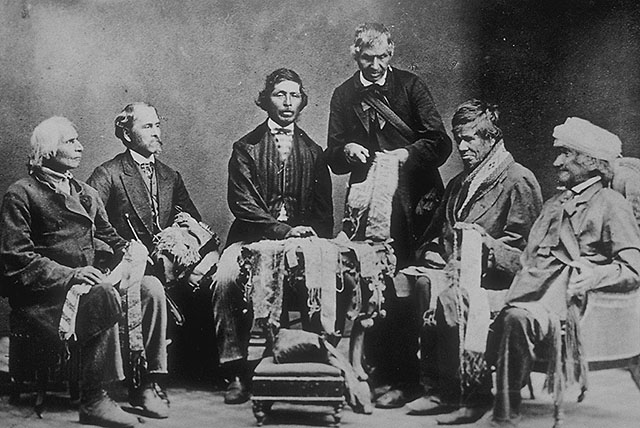
Chefes iroqueses da Reserva Seis Nações lendo cintas de wampum em Brantford, Ontário, em 1871. Joseph Snow, chefe Onondaga, está o primeiro à esquerda.

Os Onondaga praticam o aspergimento de cinzas durante o tratamento dos doentes. Também realizam uma confissão pública de pecados mediante a utilização de uma corda de wampum (contas de concha). O wampum é empregado em todas as questões de importância pública. Seus funerais eram conhecidos por serem calmos e solenes, com as mulheres cobrindo os rostos. Havia, ainda, eventos especiais, como a Festa do Plantio, realizada em maio ou quando os Onondaga consideravam que o solo estava pronto. Esse período compreendia três dias de serviços penitenciais e religiosos – um dia para a dança das crianças e um para cada um dos Quatro Seres, do Portador dos Céus, do Trovão e para as apostas. A Festa do Morango acontecia quando os morangos estavam maduros, com danças em homenagem ao Trovão e um banquete de morangos. A Dança do Feijão Verde ocorria quando os feijões verdes estavam prontos para o consumo, com danças para o Trovão e uma mistura de danças de guerra e de plumas. A Dança do Milho Verde sempre seguia a Dança do Feijão Verde, consistindo de três dias de serviços religiosos – um para as crianças, um para os Quatro Seres, um para o Portador dos Céus e um para o Trovão, acompanhado de um banquete. A festa de Ação de Graças dos Onondaga, realizada em outubro, assemelhava-se muito à Dança do Milho Verde.
Os Onondaga atribuem grande importância à prática da gratidão, o que se reflete em suas cerimônias. Canções cerimoniais são executadas na casa comprida e dançadas em sentido anti-horário, pois esse é considerado o caminho que propicia a vida – em homenagem à Mãe Terra, à lua e às estrelas. Quanto mais enérgicas as cantorias e danças, maior a gratidão oferecida ao Criador. O povo Onondaga utiliza o calendário lunar para a realização de suas cerimônias, e há guardiões da fé responsáveis por iniciá-las conforme as diferentes luas.

## Cultura
Alguns fatores que definiram a vida dos Onondaga no período pré-colonial foram:
- a manutenção contínua de aldeias em pontos elevados e defensivos, afastadas dos rios, bem como a presença de barreiras de terra com função defensiva[19]
- uma evolução gradual dos vasos de cerâmica e das formas e decorações dos cachimbos de fumar[19]
- uma evolução gradual das ferramentas e implementos confeccionados em pedra e osso[19]
- a continuidade dos sistemas de subsistência[19]
- a permanência das estruturas habitacionais e o modo de vida comunitário inferido[19]
- o uso contínuo de motivos que reproduzem rostos humanos[19]
- evidências de cerimonialismo com ursos[19]

## Governo

### Sistema de clãs
Os Onondaga, em Nova York, possuem uma forma tradicional de governo matriarcal, na qual os chefes tribais são indicados pelas mães dos clãs, em vez de serem eleitos. O clã de uma pessoa é determinado por sua linhagem matrilinear, ou seja, a filiação ao clã é herdada pela mãe. A pertença aos Onondaga também é transmitida exclusivamente de forma matrilinear. O sistema de clãs estende-se por toda a Confederação Haudenosaunee, de modo que os membros dos clãs de outras nações são considerados família. No total, existem nove clãs:
- Lobo
- Tartaruga
- Castor
- Bécassine
- Garça
- Veado
- Enguia
- Urso
- Falcão

Os Onondaga acreditam ser seu dever ajudar e apoiar seu clã em tempos difíceis, durante enfermidades e na morte. Casamentos interclãs são obrigatórios, de forma que um membro de um clã só pode contrair matrimônio com alguém de outro clã.

### Terras
Em 11 de março de 2005, a Nação Onondaga, na cidade de Onondaga, Nova York, ingressou com uma ação de direitos territoriais em tribunal federal, buscando o reconhecimento da titularidade de mais de 3 000 milha quadradas (7 800 km2) de terras ancestrais, com centro em Syracuse, Nova York. Esperava-se obter maior influência sobre os esforços de restauração ambiental no Lago Onondaga e em outros locais da EPA Superfund na área reivindicada.
O Tribunal de Apelações do Segundo Circuito rejeitou a reivindicação dos Onondaga em 2012, e a Suprema Corte, em 2013, recusou-se a ouvir o recurso.
Em 29 de junho de 2022, 1.023 acres de terra foram devolvidos à Nação Onondaga.
Em 30 de setembro de 2024, 1.000 acres de terra foram devolvidos à Nação Onondaga.

## Esportes
O povo Onondaga apreciava intensamente os esportes e a atividade física. Lacrosse e corridas a pé sempre foram consideradas as favoritas do povo Onondaga. Também adotaram muitos jogos dos colonizadores europeus, tais como "mumble the peg", bolas de gude, alguns jogos com bola, "pull away" e "fox and geese in the snow". Brincadeiras como esconde-esconde e Pega-pega vendado eram praticadas, mas não havia jogos acompanhados de canções.

## Personalidades

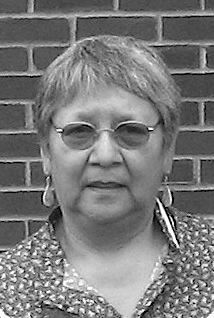
Rose Doctor, do povo Onondaga, Clã do Lobo, Mãe de clã

- Leon Shenandoah (1915–1996), Tadodaho
- Oren Lyons (vive em Onondaga e detém o título de guardião da fé, mas é Seneca)
- Tom Longboat (Seis Nações)
- Dinah John (c. 1774–1883)
- Canassatego, Hiawatha, Tadadaho da Confederação Iroquesa
- Tadodaho Sidney Hill
- Samuel George (Hononwirehdonh, ou "Grande Lobo"), (1795–1873; chefe de 1850 a 1873)
- Madge Skelly (1903–1993), atriz, diretora e fonoaudióloga
- Lyle Thompson (jogador profissional de lacrosse) (nascido em 1992)
- Tonya Gonnella Frichner (advogada e ativista) (1947–2015)
- Eric Gansworth (poeta, romancista e artista visual)

## Hoje
- Reserva Onondaga, ao sul de Nedrow, Nova York nos arredores de Syracuse
- Onondaga de Ohswegen e Bearfoot Onondaga, ambos em Seis Nações do Grande Rio, Ontário, Canadá

## Outras grafias encontradas
- Onöñda'gega, onondaga
- Onontakeka, oneida
- Onondagaono, seneca